# Diego de Vargas

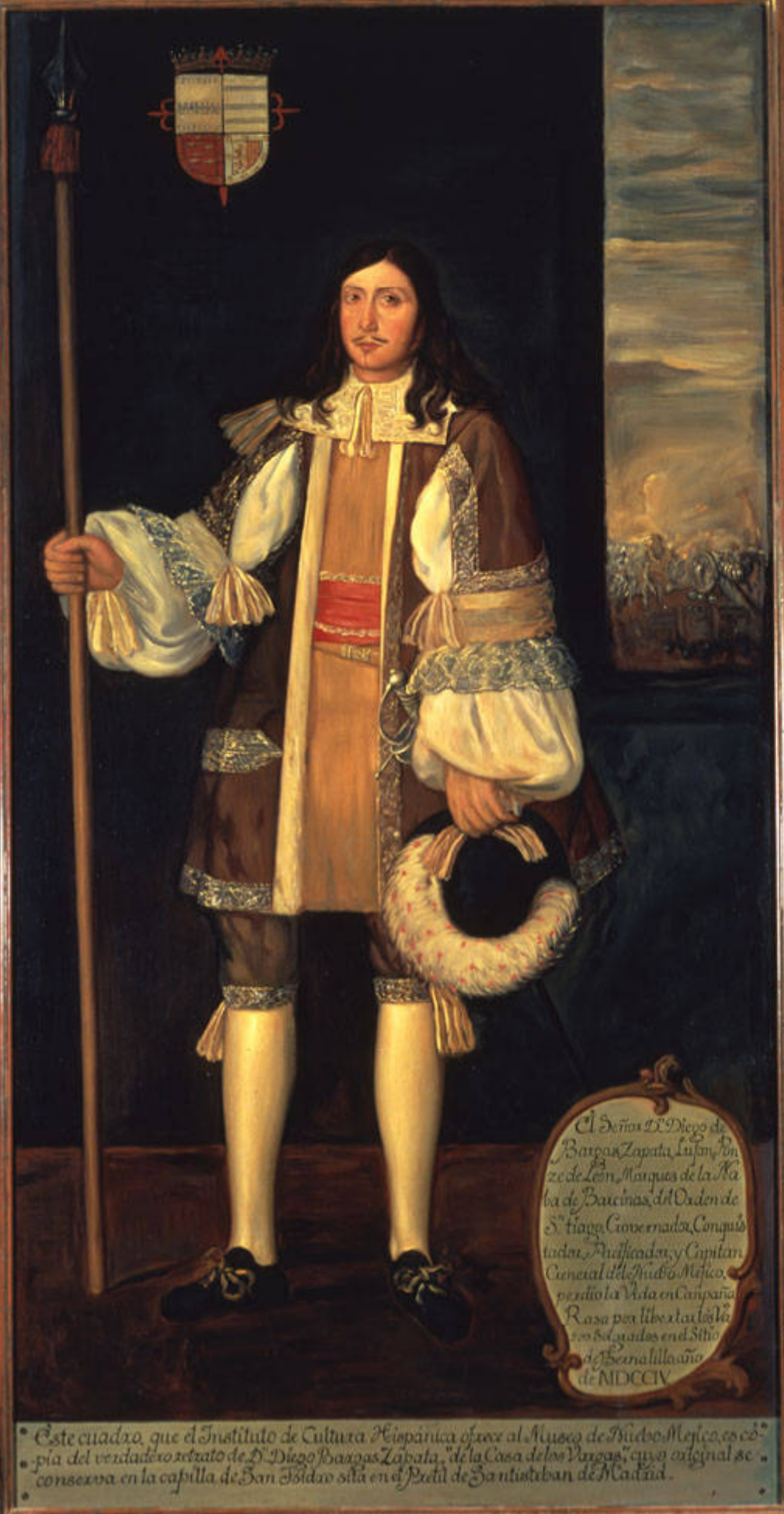
Diego de Vargas.

Don Diego de Vargas Zapata y Luján Ponce de León y Contreras, markis de la Nava de Barcinas (1700), född 1643 i Madrid, död 1704 i Nya Meхiko, var guvernör över Nuevo México (idag delstaterna New Mexico och Arizona) 1690–1696 och 1703–1704. Han är känd för att ha varit ledare för den spanska återerövringen av Nuevo México efter Pueblorevolten 1680.

## Familjeförhållanden
Diego de Vargas tillhörde en framstående familj och var son till Alonso de Vargas och dennes hustru María Margarita Contreras y Arráiz. Själv gifte han sig 1664 med Beatriz Pimentel de Prado Vélez de Olazábal (1641–1674) med vilken han hade fem barn. Efter hustruns död levde han i konkubinat med Nicolasa Rincón med vilken han hade åtminstone tre barn.

## Hemma i Spanien 1643–1673
Don Diegos familj var framstående men inte ekonomiskt framgångsrik och kravet på ett ståndsmässigt leverne gjorde den alltmer skuldsatt. Sedan modern dött tog fadern en tjänst som kolonialadministratör i Guatemala,  där han hoppades återvinna sitt ekonomiska oberoende vilket han sedermera även kunde göra genom att gifta sig med en ung kreolska från en rik familj. Fadern hade i sin ungdom varit hovpage, men han lyckades inte placera sina söner vid hovet. För dem betydde förlusten av hovets beskydd att faderns ekonomiska svårigheter gick i arv till sönerna.

## Administratör i Mexiko 1673–1696
Ekonomiska bekymmer gjorde att Don Diego blev tvungen att följa fadern i fotspåren till Nya Spanien för att göra en kolonial karriär. Han lämnade därför 1673 hustru och barn i Spanien och blev domare i Teutila. 1679 blev han domare i gruvstaden Tlalpujahua. Fyra år senare befordrades han till stadens alcalde mayor. Don Diegos insatser gjorde att den spanska kronans avkastning från gruvdriften steg markant och han fick erkännande som en framstående administratör.

## Guvernör i Nya Mexiko 1690–1696
Som belöning för sina administrativa insatser befordrades Don Diego 1690 till guvernör över Nuevo México med uppdrag att återupprätta spansk överhöghet över området.
Don Diegos använde sig först av fredlig övertalning för att förmå Puebloindianerna att erkänna den spanska kronans härskarmakt. Denna ansats var till att börja med framgångsrik därför att splittring hade uppstått mellan indiansamhällena vilka traditionellt inte samarbetade utanför den egna pueblon. Med en liten truppstyrka besökte han 1692 alla pueblos och mottog deras formella underkastelse. När han 1693 återvände med flyktingar och nybyggare i följe möttes han dock av motstånd. Tewa som hade bosatt sig i det övergivna Santa Fe drevs bort med våld. Ett fälttåg genomfördes mot San Ildefonso Pueblon. Keresaner som gjorde motstånd besegrades och männen avrättades. Pueblo de Taos stormades men befolkningen undkom i bergen. Området kring Jemez Pueblo förhärjades 1694 och folket tvingades underkasta sig. Pueblona vid Rio Grande låg nu under spansk överhöghet, men ökenpuebloindianerna i Acoma Pueblo, Hopi och Zuni var fortfarande oberoende. År 1696 var ett svältår och spanjorerna tvångsrekvirerade majs från puebloindianerna för att kunna överleva. Spanjorernas återkomst, nödåret och majsrekvisitionerna gjorde att tanken på ett nytt pueblouppror sköt fart. Nordlig Tiwa, Tewa och en del Keresan försökte också fördriva spanjorerna, men upprorsförsöket, vilket bland annat leddes av Lucas Naranjo, krossades med hjälp av de övriga pueblona vid Rio Grande.

## Onåd och upprättelse 1696–1702
Till sin besvikelse blev Diego de Vargas 1696, när hans ämbetsperiod löpt ut, ersatt med en ny guvernör som tidigare hade utlovats befattningen. Don Diego menade, att eftersom han själv finansierat återerövringen av Nuevo México borde han få bli permanent innehavare av guvernörsämbetet. Den nye guvernören gjorde sedvanlig revision av företrädarens verksamhet och i ett försök att avlägsna en farlig konkurrent om guvernörsämbetet anklagade han Don Diego för försnillning av kronans medel, gunstlingsvälde och för att ha förorsakat upproret 1696. Han placerade även Don Diego under husarrest. Don Diegos beskyddare, den förre vicekonungen greven av Galve hade dött under resan från Veracruz till Spanien. Trots detta gjorde Don Diegos insatser intryck på hovet i Madrid och han belönades 1700 med att upphöjas till markis de la Nava de Barcinas och förlänades 4 000 pesos årligen från kronans intäkter i  Nuevo México. Hovets gunst gjorde intryck på Nya Spanien; Don Diego frisläpptes ur husarresten och begav sig till Mexico City för att försvara sig mot anklagelserna. Där frikände revisionsrätten honom 1702 från alla anklagelser.

## Guvernör i Nya Mexiko 1703–1704
Diego de Vargas blev 1703 på nytt förordnad som guvernör över Nuevo México. Nya problem väntade honom. Rio Grande-pueblona var pacificerade, men både de och de spansktalande nybyggarna led svårt av räder och överfall från nomadiska apacher. Sommaren 1704 påbörjade därför Don Diego ett fälttåg riktat mot dessa. Under marschen nerför Rio Grande-dalen insjuknade flera soldater och måste skickas tillbaka till Santa Fe. I början på april blev även Don Diego sjuk och han dog den 8 april på en hacienda i Bernallilo dit han förts.